# Штайнфельд (Нижняя Франкония)
Штайнфельд (нем. Steinfeld) — община в Германии, в земле Бавария.
Подчиняется административному округу Нижняя Франкония. Входит в состав района Майн-Шпессарт. Подчиняется управлению Лор ам Майн. Население составляет 2245 человек (на 31 декабря 2010 года). Занимает площадь 33,69 км².

## Население
По оценке на 31 декабря 2015 года население общины Штайнфельд составляет 2187 чел. 

| Дата      | 1840 | 1871 | 1900 | 1925 | 1939 | 1950 | 1961 | 1970 | 1987 | 2011 |
| --------- | ---- | ---- | ---- | ---- | ---- | ---- | ---- | ---- | ---- | ---- |
| Население | 1597 | 1730 | 1699 | 1671 | 1573 | 2127 | 1855 | 1991 | 2060 | 2227 |

| Год       | 1960 | 1970 | 1980 | 1990 | 2000 | 2009 | 2010 | 2011 | 2012 | 2013 | 2014 | 2015 |
| --------- | ---- | ---- | ---- | ---- | ---- | ---- | ---- | ---- | ---- | ---- | ---- | ---- |
| Население | 1809 | 2016 | 1977 | 2191 | 2283 | 2286 | 2245 | 2212 | 2195 | 2191 | 2184 | 2187 |